# Metropolis (Illinois)
Pour les articles homonymes, voir Metropolis.
Metropolis est une ville située le long de l'Ohio, siège du comté de Massac, dans l'État de l'Illinois, aux États-Unis.

## Histoire
Metropolis a joué un rôle clé dans l'histoire de l'Amérique. Il y a lieu de penser[évasif] que les Amérindiens ont, au départ[Quand ?], peuplé cette zone en exploitant ses ressources naturelles.
En 1757, l'histoire du comté de Massac a débuté lorsque les Français ont érigé le Fort de l'Ascension durant la guerre de la Conquête. Ce fort a ensuite été reconstruit et rebaptisé Massiac en hommage au ministre français de la Marine. Durant cette période, ce site n'a fait l'objet que d'une seule attaque cherokee infructueuse.
Les Français ont abandonné le fort après la guerre. Plus tard, lorsque les Britanniques sont arrivés pour s'emparer du site, il ne restait que les ruines brûlées du fort qui avait été détruit par les Chicachas.
Durant la guerre d'Indépendance, en 1778, George Rogers Clark et son régiment des Longs Couteaux ont réussi à entrer dans l'Illinois par la crique de Massac et se sont aventurés à 160 kilomètres vers le nord dans le but de conquérir Kaskaskia sans ouvrir le feu. C'est cette action qui a permis de rallier l'intégralité du territoire de l'Illinois à l'État de Virginie et aux États-Unis en perpétuel développement.
En novembre 1803, Meriwether Lewis et William Clark ont établi leur campement à Fort Massac alors qu'ils préparaient leur expédition vers l'ouest Corps de la découverte. George Drouillard a été recruté lors de leur séjour à Fort Massac.
Le général George Washington a ordonné que le fort soit reconstruit en 1794. Il a servi de poste militaire les vingt années suivantes. Endommagé par le tristement célèbre tremblement de terre du comté de New Madrid en 1811-1812, le fort Massac a été abandonné en 1814 et les colons locaux ont récupéré ses structures en bois, laissant derrière eux peu de choses de sa structure originelle.
En 1839, la ville de Metropolis a été créée, située à environ 1,6 km à l'ouest des fondations du fort. L'un des fondateurs de la ville était un marchand qui transportait des biens sur l'Ohio. Il a choisi ce site car il était surélevé sur la rivière. Il avait l'espoir qu'il devienne une plaque tournante incontournable du transport. En 1843, la législature de l'Illinois a créé le comté de Massac.
Les soldats y ont à nouveau campé durant les premières années de la guerre civile, lorsque cette zone était utilisée comme camp d'entraînement.
Les Filles de la Révolution américaine ont allié leurs efforts en 1903 pour acheter les 24 hectares entourant ce site historique et, en 1908, le fort Massac a été officiellement décrété premier parc d'État de l'Illinois.
Comme l'avaient imaginé ses fondateurs, Metropolis et sa rivière locale, l'Ohio, ont joué un rôle important dans l'histoire des États-Unis.

## Démographie
| Groupe            | Metropolis | Illinois | États-Unis |
| ----------------- | ---------- | -------- | ---------- |
| Blancs            | 87,3       | 71,5     | 72,4       |
| Afro-Américains   | 8,3        | 14,6     | 12,6       |
| Métis             | 2,9        | 2,3      | 2,9        |
| Autres            | 0,7        | 6,7      | 6,4        |
| Amérindiens       | 0,6        | 0,3      | 0,9        |
| Asiatiques        | 0,4        | 4,6      | 4,8        |
| Total             | 100        | 100      | 100        |
|                   |            |          |            |
| Latino-Américains | 2,1        | 15,8     | 17,4       |

Selon l'American Community Survey pour la période 2011-2015, 97,56 % de la population âgée de plus de 5 ans déclare parler l'anglais à la maison, 1,30 % déclare parler l'espagnol et 1,14 % une autre langue.

## Transports

### Autoroutes
Metropolis est située juste à l'ouest de l'Interstate 24, dont le trafic moyen journalier est de 28 600 véhicules. L'U.S. Highway 45 est l'autoroute principale qui traverse la ville. L'autoroute 145 est située à l'est de Metropolis.

### Chemin de fer
Le Canadien National est une compagnie de chemin de fer de classe 1 et est la 5e compagnie de chemin de fer la plus grande de l'Amérique du Nord. Le CN transporte un éventail de produits diversifiés à travers le continent, de l'est à l'ouest et du nord au sud en desservant les ports sur les côtes de l'Atlantique, du Pacifique et du Golfe et en reliant les consommateurs aux trois pays de l'Accord de libre-échange nord-américain.
La Burlington Northern Santa Fe est l'un des plus grands réseaux ferroviaires d'Amérique du Nord avec ses 53 913 km couvrant 28 États et deux provinces du Canada. Ce réseau couvre les deux-tiers ouest des États-Unis en s'étirant des ports du nord-ouest du Pacifique et du sud de la Californie au centre, au sud-est et au sud-ouest et du golfe du Mexique au Canada.
L'Union Pacific Railroad : en plus du port principal de la côte ouest et de la côte du Golfe, cette compagnie de chemin de fer dessert également quatre points d'accès principaux vers l'est : Chicago, St. Louis, Memphis et La Nouvelle-Orléans.

## Culture populaire